# James Sinclair (Politiker)

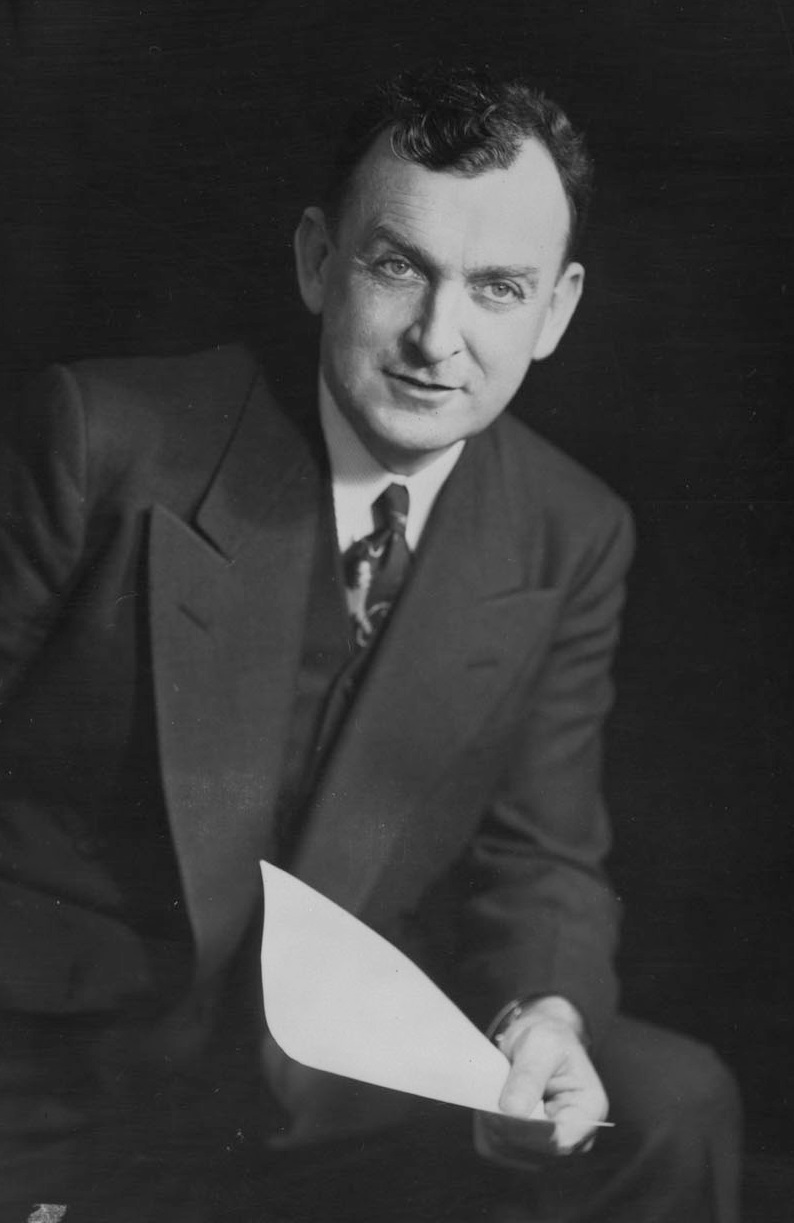
James Sinclair

James Sinclair PC (* 26. Mai 1908 in Banff, Aberdeenshire, Schottland; † 7. Februar 1984) war ein kanadischer Politiker der Liberalen Partei, der Minister im 17. Kabinett von Premierminister Louis Saint-Laurent war.

## Leben
Sinclair war nach seinem Studium im Fach Bauingenieurwesen als Bauingenieur tätig.
Bei der Wahl vom 26. März 1940 wurde Sinclair als Kandidat der Liberalen Partei erstmals zum Mitglied des Unterhauses gewählt und vertrat dort zunächst bis zur Wahl am 27. Juni 1949 den in British Columbia gelegenen Wahlkreis Vancouver North sowie im Anschluss bis zu seiner Niederlage bei der Unterhauswahl am 31. März 1958 den ebenfalls in British Columbia befindlichen Wahlkreis Coast-Capilano.
Vom 19. Januar bis zum 30. April 1949, sowie erneut vom 11. Juli 1949 bis zum 14. Oktober 1952, war er Parlamentarischer Assistent von Douglas Abbott, dem Finanzminister und Schatzmeister im 17. kanadischen Kabinett von Premierminister Louis Saint-Laurent.
Im Rahmen einer Regierungsumbildung berief ihn Premierminister Saint-Laurent am 15. Oktober 1952 zum Fischereiminister. Dieses Amt bekleidete Sinclair bis zum Ende von Saint-Laurents Amtszeit am 20. Juni 1957.
Nach dem Verlust seines Unterhausmandates war er in der Privatwirtschaft tätig und zunächst von 1958 bis 1960 Präsident der Fischereivereinigung von British Columbia. Von 1960 bis 1970 war Sinclair Präsident und Vorstandsvorsitzender des Baustoffherstellers Lafarge Cement of North America sowie danach noch bis 1973 stellvertretender Vorstandsvorsitzender von Canada Cement Lafarge Limited.
Sinclairs Tochter Margaret Joan Sinclair war von 1971 bis 1984 mit Premierminister Pierre Trudeau verheiratet, wobei das Paar bereits seit 1977 getrennt lebte. Aus dieser Ehe ging drei Söhne hervor, darunter der 1971 geborene Justin Trudeau, der seit 2015 Premierminister Kanadas ist.